# Изворово (язовир)
Изворово (наричан още язовир Дервеня) е язовир в Южна България. Намира се на 4 km западно от село Изворово, област Хасково. Разположен е на около 260 метра надморска височина. Неговият приток е река Голяма река, която извира от Сакар планина на около 560 метра надморска височина.

## Рибно богатство
Водите му са богати на риба: сом, шаран, бяла риба, каракуда, костур и други сладководни видове риба. Това го прави подходящ за риболов.